# Jim the Penman
Jim the Penman er en amerikansk stumfilm fra 1915 af Edwin S. Porter.

## Medvirkende
- Harold Lockwood som Louis Percival
- John Mason som James Ralston
- Russell Bassett som Hartfeld
- Frederick Perry som Redwood
- William Roselle som Lord Drelincourt